# Kearny Fallout Meter
De Kearny Fallout Meter (KFM) is een doelmatige stralingsmeter. Het is zo ontworpen dat iemand met een normaal mechanisch vermogen het apparaat kan maken van alledaagse huishoudelijke artikelen als een nucleaire aanval plaatsvindt. 
De KFM is ontwikkeld door Cresson Kearny aan Oak Ridge National Laboratory in de Verenigde Staten en uitgegeven in het handboek Nuclear War Survival Skills. De instructies waren oorspronkelijk uitgegeven door Oak Ridge National Laboratory en waren zo geformatteerd dat lokale kranten de handleiding kon drukken met de juiste verhoudingen.
De kern van de meter zijn twee aluminiumfolieblaadjes, die van een elektrostatische lading worden voorzien, waardoor ze elkaar afstoten. Wanneer er straling op de meter valt, verliezen de blaadjes hun lading en komen ze dichter bij elkaar. De snelheid waarmee dit gebeurt, is een maat voor de aanwezige straling.
1. ↑  Kearny, Cresson H (1978). The KFM, A Homemade Yet Accurate and Dependable Fallout Meter. Oak Ridge National Laboratory, Oak Ridge, Tennessee, p. 3. Gearchiveerd op 30 October 2012.